# Unione Sportiva Pontedera 1991-1992
Questa voce raccoglie le informazioni riguardanti l'Unione Sportiva Pontedera nelle competizioni ufficiali della stagione 1991-1992.

## Rosa
| N. |                   | Ruolo | Calciatore           |
| -- | ----------------- | ----- | -------------------- |
|    | Italia (bandiera) | D     | Alessandro Benedetti |
|    | Italia (bandiera) | P     | Leonardo Biondi      |
|    | Italia (bandiera) | C     | Riccardo Bracaloni   |
|    | Italia (bandiera) | C     | Mario Cinelli        |
|    | Italia (bandiera) | P     | Walter Coli          |
|    | Italia (bandiera) | C     | Claudio Di Francesco |
|    | Italia (bandiera) | C     | Alessandro Galli     |
|    | Italia (bandiera) | C     | Giuseppe Leggeri     |
|    | Italia (bandiera) |       | Lodovisi             |
|    | Italia (bandiera) | D     | Maurizio Manetti     |
|    | Italia (bandiera) | C     | Ivan Maraia          |

| N. |                   | Ruolo | Calciatore       |
| -- | ----------------- | ----- | ---------------- |
|    | Italia (bandiera) | A     | Luca Mariotti    |
|    | Italia (bandiera) | D     | Marco Masi       |
|    | Italia (bandiera) | D     | Andrea Minuti    |
|    | Italia (bandiera) | A     | Massimo Parlanti |
|    | Italia (bandiera) | C     | Andrea Perfetti  |
|    | Italia (bandiera) | C     | Piergiorgio Pini |
|    | Italia (bandiera) | D     | Michele Ricci    |
|    | Italia (bandiera) | C     | Matteo Rossi     |
|    | Italia (bandiera) | D     | Vincenzo Russo   |
|    | Italia (bandiera) | A     | Mauro Sardi      |